# Аліреза Дабір
Аліреза Дабір (перс. علیرضا دبیر; нар. 16 вересня 1977, Тегеран) — іранський борець вільного стилю, переможець та триразовий срібний призер чемпіонатів світу, срібний призер Азійських ігор, чотириразовий володар Кубків світу, чемпіон Олімпійських ігор.

## Біографія
Боротьбою почав займатися з 1988 року. Двічі, у 1994 і 1997 ставав чемпіоном світу серед юніорів.
2013 обраний до міської ради Тегерана.

## Спортивні результати на міжнародних змаганнях

### Виступи на Олімпіадах
| Змагання                    | Збірна | Вагова категорія | Місце  |
| --------------------------- | ------ | ---------------- | ------ |
| Літні Олімпійські ігри 2000 | Іран   | 58 кг            | Золото |
| Літні Олімпійські ігри 2004 | Іран   | 66 кг            | 18     |

На літніх Олімпійських іграх 2000 року в Сіднеї виграв золоту медаль, подолавши у фіналі українця Євгена Бусловича.

### Виступи на Чемпіонатах світу
| Змагання                        | Збірна | Вагова категорія | Місце  |
| ------------------------------- | ------ | ---------------- | ------ |
| Чемпіонат світу з боротьби 1998 | Іран   | 58 кг            | Золото |
| Чемпіонат світу з боротьби 1999 | Іран   | 58 кг            | Срібло |
| Чемпіонат світу з боротьби 2001 | Іран   | 63 кг            | Срібло |
| Чемпіонат світу з боротьби 2002 | Іран   | 66 кг            | Срібло |
| Чемпіонат світу з боротьби 2003 | Іран   | 66 кг            | 32     |

### Виступи на Азійських іграх
| Змагання           | Збірна | Вагова категорія | Місце  |
| ------------------ | ------ | ---------------- | ------ |
| Азійські ігри 2002 | Іран   | 66 кг            | Срібло |

### Виступи на Кубках світу
| Змагання                    | Збірна | Вагова категорія | Місце  |
| --------------------------- | ------ | ---------------- | ------ |
| Кубок світу з боротьби 1998 | Іран   | 58 кг            | Золото |
| Кубок світу з боротьби 1999 | Іран   | 58 кг            | Золото |
| Кубок світу з боротьби 2000 | Іран   | 58 кг            | Золото |
| Кубок світу з боротьби 2001 | Іран   | 63 кг            | Золото |

### Виступи на інших змаганнях
| Змагання                                              | Збірна | Вагова категорія | Місце  |
| ----------------------------------------------------- | ------ | ---------------- | ------ |
| Чемпіонат світу серед студентів 1996                  | Іран   | 57 кг            | Срібло |
| Чемпіонат світу серед студентів 1998                  | Іран   | 58 кг            | Золото |
| Чемпіонат світу серед студентів 2002                  | Іран   | 66 кг            | Золото |
| Олімпійський кваліфікаційний турнір 2004 (Братислава) | Іран   | 66 кг            | 5      |